# Сидагоу
Сидагоу (кит. упр. 西大沟, буквально: «Западный большой ручей») — река на спорном участке индо-китайской границы.

## География
В верховьях река течёт на юго-восток, затем поворачивает на юг. Основную часть пути она течёт на запад по территории, которая в настоящее время контролируется Китаем, и в итоге на территории, контролируемой Индией, впадает в реку Шайок.